# Taoklardjètia
Taoklardjètia és el nom d'una regió i principat georgià. El nom es forma per la unió de dues regions, el Tao i la Klardjètia, al sud-oest de Geòrgia. Encara que algun temps va estar unit al regne dels kartvels, i en fou el seu nucli principal, eren dues entitats diferents.
L'erismthavar (governador nomenat pel califa) de Kartli Achot I Bagrationi es va revoltar després del 800 contra l'emir de Tblisi i va obtenir alguns èxits a Kartli, i arribà a dominar Tblisi i Bardavi, però després d'una derrota es va haver de desplaçar cap a Chavchétia i Klardjètia, terres que reclamaven els romans d'Orient i on en diversos moments nomenaven curopalates quan la regió escapava del control del Califat. Asoci es va aliar amb l'imperi i va obtenir el reconeixement sobre aquestes terres com a curopalata el 813.
Com que la regió estava devastada pels àrabs, Asoci va poder fer-se amo del territori sotmetent d'un a un cada poble i cada príncep local. Uns anys després dominava Chavchétia, Tao, Klardjétia, Nigali, Adjara, Speri, Samtskhé, Djavakhétia i Artaani. A Artanudji, una vella fortalesa va establir la seva residència, però els seus dominis directes foren el Tao i la Klardjétia (o Taoklardjétia) alhora que la resta estava governada per eristhavis que li reconeixien la supremacia. Seguí combatent els àrabs i va trobar la mort a la lluita, prop del riu Nigali, el 826. Com que només va deixar tres fills menors, els àrabs es van tornar a apoderar de la regió abans del 830 i van obligar els fills d'Achot a pagar un tribut. Van dominar la regió fins al 842 o 843, en què el fill (ara ja gran) d'Achot, Bagrat, va rebre dels romans d'Orient el títol de curopalata, amb els seus dos germans Adarnases i David associats al govern.
Bagrat va començar l'expansió i es va fer reconèixer a Kartli cap al 852, aprofitant les lluites de l'emir de Tblisi, rebel·lat contra el califa. El 853 un enviat del califa, Bugha al-Turki, lluitava contra l'emir i Bagrat es va declarar a favor de Bugha. L'emir estava aliat a Abkhàzia (que volia apoderar-se de Kartli) que va enviar soldats. Bagrat va rebutjar les forces abkhazes i va ajudar a Bugha.
Llavors les aliances van canviar i a Abkhàzia, després del govern de Jordi, fill de Lleó II, va pujar al tron la família dels Chavliani (861-881). A Kakhétia el poder passa a la família Donaüri dels Gardabani. També la lluita esclata entre els Bagrationi: Nasr, fill de Guram i net d'Achot, va assassinar (potser el 880) a David, fill i successor de Bagrat cap al 876, que portava el títol de curopalata, i això va originar una lluita entre cosins, en la qual el rei d'Abkhàzia, Bagrat (fill de Demetri) i el príncep d'Ossètia, Bakhatar, van ajudar a Nasr, que tenia el suport romà d'Orient. El fill de David, Adarnases, va demanar ajuda als armenis, i el 888 va derrotar el seu rival a la vora del riu Mtkvari, i va perseguir a Nasr, al que va atrapar i matar a Aspindza, a la regió del Samtskhé. Aquest mateix any 888, Adarnases es proclama rei dels Kartvels i curopalata.
A partir d'aquí els càrrecs de rei dels Kartvels i de erimsthavar i curopalata de Taoklardjétia no tindran sempre el mateix titular. Adarnases va morir el 923 i el va succeir a Taoklardjétia el seu germà Asoci II (923-954) i després un altre germà, Sumbat (que era rei dels Kartvels des del 937) reunint ambdós títols per 4 anys (954-958). A la seva mort el va substituir a la Taoklardjétia el seu cosí Adarnases V, fill de Bagrat que era germà de Sumbat i Asoci II, que només va governar tres anys. La successió a Taoklardjétia, va passar al fill d'Adarnases V, David III el Gran. Embolicat en una revolta contra l'Imperi Romà d'Orient el 986, va haver de firmar un tractat cedint Taoklardjétia als romans per a després de la seva mort. David va morir el 1001 i els romans d'Orient van ocupar el territori tal com estava pactat. El rei David d'Abkhàzia la va reconquerir el 1016 però va haver-la de retornar el 1023.

## Bagràtides d'Ibèria
- 780-786: Adarnases I ;
- 786-830: Asoci I Curopalata el Gran, Príncep-Primat d'Ibèria.

A la mort d'Asoci els seus dominis patrimonials es van repartir entre els seus tres fills: Bagrat I, Adarnases I d'Artanudji o II de Tao, i Guaram V.

## Bagràtides del Baix Tao
- 830/842-876: Bagrat I, Príncep-Primat d'Ibèria ;
- 876-881: David I, Príncep-Primat d'Ibèria ;
- 881-923: Adarnases IV, Curopalata d'Ibèria, o Adarnases I de Tao i Adarnases I rei d'Ibèria el 899 ;
- 923-937: David II ;
- 937-954: Asoci II, Curopalata d'Ibèria ;
- 954-957: Sumbat I, Curopalata d'Ibèria ;
- 958-994: Bagrat II ;
- 994-1008: Gurguèn conegut com a I o III ;
- 1008-1014: Bagrat III.

## Bagràtides de l'Alt Tao o Artanudji
- 830-867: Adarnases II de Tao ;
- 867-891: Gurguèn I d'Artani o Artanudji, Príncep-Primat d'Ibèria ;
- 891-896: Adarnases III ;
- 896-908: David I ;
- 908-918: Asoci II ;
- 918-941: Gurguèn II ;
- 941-958: vacant ;
- 958-961: Adarnases IV d'Artanudji i V d'Ibèria, Curopalata d'Ibèria ;
- 961-966: Bagrat d'Artanudji (Bagrat I);
- 966-1000: David (II) el Gran, Curopalata d'Ibèria ;
- 1000-1014: Bagrat III de Geòrgia (II d'Artanudji).

## Bagratides d'Artanudji-Calarzène
- 867-889: Sumbat I el Gran, fill d'Adarnases II de Tao ;
- 889-900: Bagrat I d'Artanudji-Calarzene;
- 900-923: Gurguèn d'Artanudji
- 900-939: Asoci I d'Artanudji o Asoci el Puntual;
- 900-941: Adarnases d'Artanudji
- 889-943: David I el Gran de Calarzene; 941-943 de Artanudji-Calarzene
- 943-988: Sumbat II ;
- 988-993: David II ;
- 993-1011: Sumbat III ;
- 1011-1011: Bagrat (II) ;
- 1011-1012: Gurguèn (II) ;
- 1011-1014: Bagrat III.

## Javakètia
- 588-786: Vegeu dinastia guaràmida

### Bagràtides de Javakètia
- 786-807: Adarnases I ;
- 807-830: Asoci I Curopalata el Gran, Príncep d'Ibèria ;

### Bagràtides de Javakètia-Samtskhé
- 830-881: Guaram I de Javakètia i Samtskhé i V Bagrationi ;
- 881-888: Narses I.